# Wolfgang Maximilian von Goethe

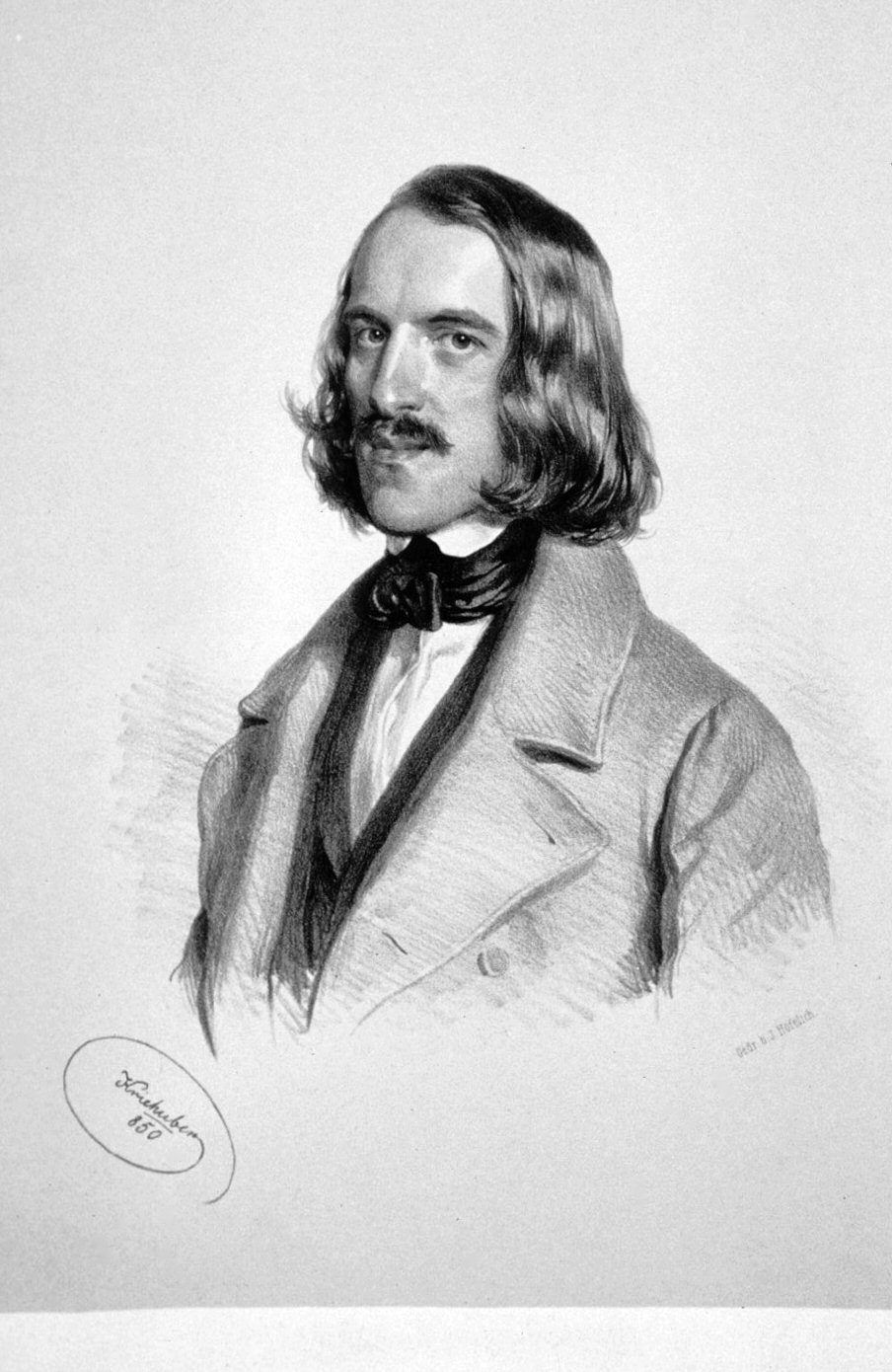
Wolfgang Maximilian von Goethe

Wolfgang Maximilian Freiherr von Goethe (* 18. September 1820 in Weimar; † 20. Januar 1883 in Leipzig) war ein Enkel des Dichters Johann Wolfgang von Goethe und arbeitete als Jurist und preußischer Legationsrat.
Wie seine beiden Geschwister Walther und Alma hatte Wolfgang von Goethe keine Kinder.

## Leben

### Jugend

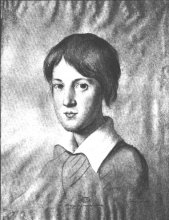
Wolfgang Maximilian von Goethe, Jugendbildnis

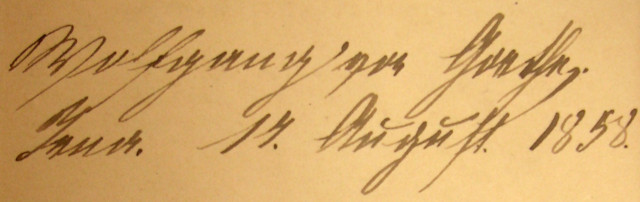
Signatur in einer Erstausgabe des Allgemeinen Deutschen Kommersbuches

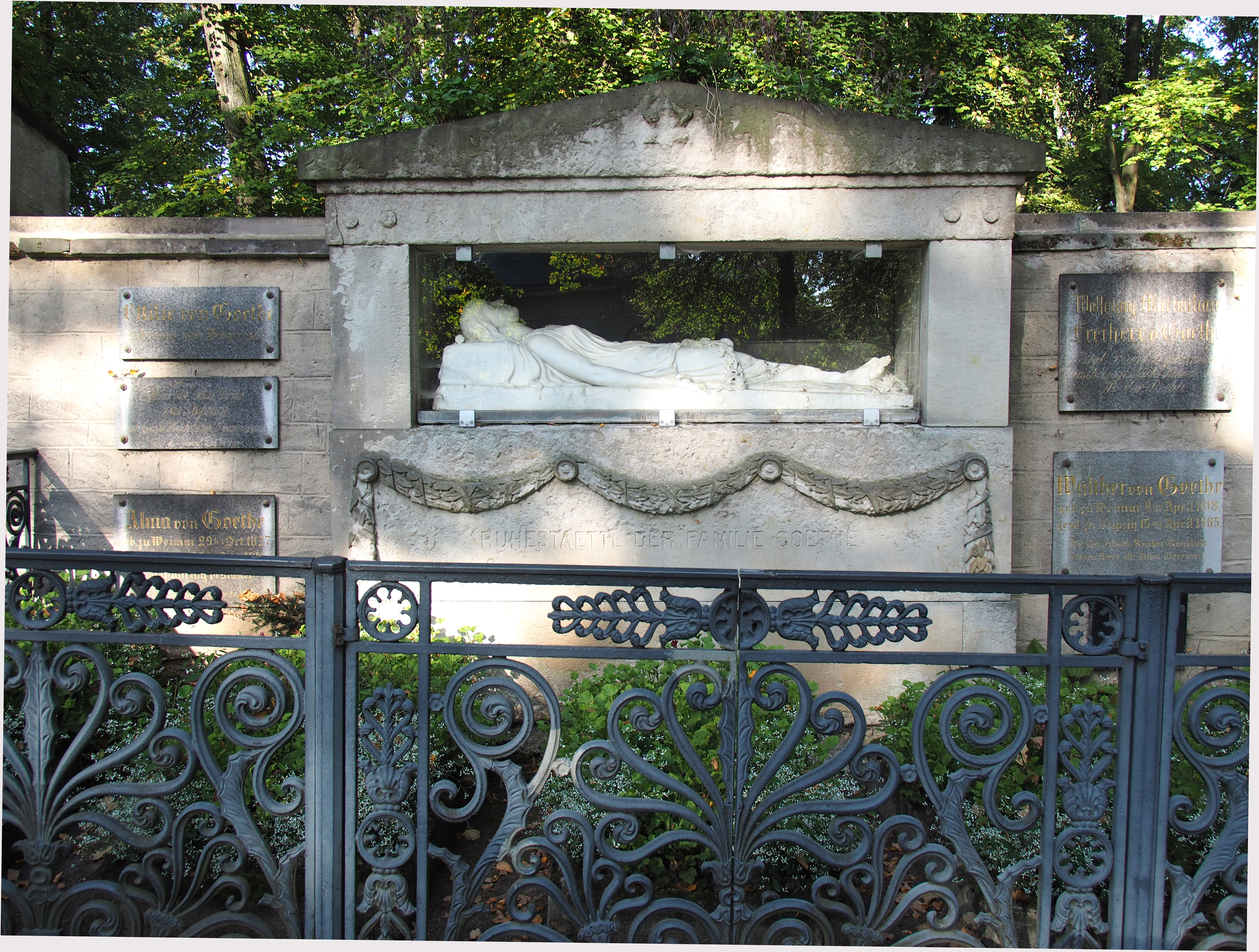
Grabstätte auf dem Historischen Friedhof Weimar

Goethe wurde als der zweite Sohn des Kammerjunkers August von Goethe und dessen Frau Ottilie geb. von Pogwisch geboren. 1825 erhielt er durch den Weimarer Stadtrat als bis dahin Fremder gemeinsam mit seinem Vater und seinem Bruder, dem späteren Komponisten Walther von Goethe, auf ewige Zeit das Bürgerrecht der Residenzstadt Weimar verliehen.
Goethe studierte an der Universität Heidelberg Rechtswissenschaften und wurde 1845 mit der Dissertation De Fragmento Vegoiae cuius sit momenti in Tractandis antiquitatibus iuris Romani zum Dr. jur. promoviert. Während seines Studiums schloss er sich 1841 der Burschenschaft Fäßlianer in Heidelberg an.

### Laufbahn
Goethe war für den preußischen Hof in Rom als Legationsrat tätig. 1859 wurde er zusammen mit seinem Bruder von Großherzog Carl Alexander in den Freiherrnstand erhoben. Seine publizistische Tätigkeit war auf rechtsgeschichtliche Themen ausgerichtet.